# Exocentrus andamanensis
Exocentrus andamanensis är en skalbaggsart som beskrevs av Fisher 1932. Exocentrus andamanensis ingår i släktet Exocentrus och familjen långhorningar. Inga underarter finns listade i Catalogue of Life.